# 兴平镇
兴平镇，是中华人民共和国四川省广安市广安区下辖的一个乡镇级行政单位。2019年12月，撤销杨坪乡，将其所属行政区域划归兴平镇管辖。

## 行政区划
兴平镇下辖以下地区：
太平社区、玉泉村、新平村、中咀村、卧龙村、龙孔村、堤埝村、九石村、丁坝村、艳沟村、新合村、晓钟村、显佛村、蟠龙村、禾庙村、新农村、合寨村、吉庆村、双坪村和文明村。